# Yelena Akhaminova
Yelena Rabigovna Akhaminova (em russo:  Елена Рабиговна Ахаминова; Kiev, 5 de outubro de 1961) é uma ex-jogadora de voleibol da Rússia que competiu pela União Soviética nos Jogos Olímpicos de 1980.
Em 1980, ela fez parte da equipe soviética que conquistou a medalha de ouro no torneio olímpico, no qual atuou em cinco partidas.